# 제19사단 (일본군)
제19사단(第19師団 다이 쥬쿠 시단[*])은 한반도 북부 라남에 주둔하여 나남사단으로도 알려진 일본 제국 육군의 사단이다. 별명은 "虎兵團 도라 헤이단[*]→범 병단"

## 역사

### 한반도 주둔
청일전쟁에서 승리하고 한반도를 점령한 일본 제국 육군은 공세중심으로 전략을 수정하고, 최종적으로 1915년 12월 24일에 제19, 20사단을 창설하고, 조선주차군의 예하부대로 배치하였다.
사단은 창설되었나, 편성은 되지 않았기에 1916년 4월 5일, 도쿄시 아카사카구 아오야마의 제1사단 사령부 안에 제19사단 사령부를 설치하여 업무를 시작하였다. 4월 16일, 경성부 용산으로 옮겨갔다. 1918년 6월 25일, 병기부의 업무가 시작되고, 1919년 4월 10일 사단 사령부가 함경북도 경성군 라남읍로 옮겨갔으며, 라남에서 보병 제73, 74, 75, 76연대를 편성하였다.

### 태평양 전쟁
1943년 5월, 삼각사단(3각편제)으로 재편성됨에 따라 보병 제74연대가 제30사단으로 옮겨갔다.
1944년 12월, 제14방면군에 배속되어 필리핀, 루손에서 미국군과 전투를 벌였고, 산악지대에서 교전하던 도중에 종전을 맞이하였다.
1945년 2월 19일, 위수 제19사단 사령부(留守第19師団司令部)가 라남사관구(일본어: 羅南師管区 라난시칸쿠[*])로 재편성되고, 4월 1일 니시와키 무네키치 중장이 사령관으로 임명되었다.

## 편성
| - 보병 제73연대 - 보병 제74연대 - 함흥 - 보병 제75연대 - 보병 제76연대 | - 보병 제73연대 (나남) - 보병 제75연대 (회령) - 보병 제76연대 (나남) - 수색 제19연대 - 산포병 제25연대 - 공병 제19연대 - 치중병 제19연대 - 사단직할대 - 통신대 - 제1야전병원 - 제4야전병원 - 방역급수부 - 병마창(病馬廠) |

## 같이 보기
- 일본 제국 육군의 사단 목록